# 千年ぶり
千年ぶり（せんねんぶり）は、日本のお笑いコンビ。吉本興業所属。

## メンバー
時央記念日（ときおきねんび、1998年6月19日 -（27歳））
ボケ担当。
本名、遠藤 時央（えんどう ときお）。千葉県出身、千葉県立幕張総合高等学校野球部OB。身長172 cm、体重52 kg、血液型はB型。
趣味は謎解き、クイズ、ゲーム、野球観戦。
みのる（1999年4月8日 -（26歳））
ツッコミ担当。
本名、鈴木 実（すずき みのる）。兵庫県姫路市出身、姫路市立飾磨西中学校。身長165 cm、体重60 kg、血液型はA型。
趣味は、ギター、映画鑑賞（サスペンス）。また、植物をたくさん育てている。塊根植物など。
特技は、書道の師範であるため字が上手い、歌、サッカー、フットサル。
小動物飼養販売管理士の資格を持っている。

## 来歴
みのるは芸人を志した理由として、人の笑顔が見たいからと語っている。また、時央記念日は小学校4年生の時に面白いことをしたのがきっかけと語った。
2019年に「セブネイト」を結成、ワタナベエンターテインメントに所属していたが、程なくして退社後は「セブネイトヘルツ」としてフリーで活動。後にNSC大阪校へ入り直し、在学中は同期の中でもずっと首位であった。M-1グランプリの登録では2022年4月1日をコンビ結成日としている。
M-1グランプリ2022ではNSC在学中ながら3回戦に進出（はるかぜに告ぐと2組のみ）。2022年7月4日よりよしもと漫才劇場でライブ出演を開始。芸歴1年目ながら『深夜のハチミツ』に抜擢される。
2024年2月9日、自身のYouTubeチャンネルを開設、3月2日より動画投稿を開始。
2025年4月より吉本興業東京本部に移籍。

## エピソード

### 時央記念日
- 阪神ファン。
- 名前はTOKIOに由来[6]。
- 憧れの芸人として川島明（麒麟）を挙げている[6]。
- 好きな料理はエビマヨ。好きな動物はネコやトラ。好きな色は紫色。
- 好きな飲み物はミルクセーキ。好きなお菓子はグミ[6]。
- 脇フェチ[6]。

### みのる
- 書道を得意としており、XやYouTubeに作品を投稿してる。
- グラキリスを育てている[12]。
- 小動物飼養販売管理士の資格を持っている[4]。
- 憧れの芸人として宮川大輔を挙げている[5]。
- 好きな料理はイタリアン、好きな色はオレンジ[5]。
- 好きな飲み物はファンタグレープ[5]。
- 腰フェチ[5]。

## 芸風
主に漫才。コント漫才が多いものの、まれにWボケと思われるネタも披露する。

## 賞レースなどでの戦績

### M-1グランプリ
| 年（回）         | 結果      | エントリーNo | 会場                           | 日時     | 備考                       |
| ---------------- | --------- | ------------ | ------------------------------ | -------- | -------------------------- |
| 2019年（第15回） | 1回戦敗退 | 2784         | シダックスカルチャーホール     | 9月19日  | セブネイトとして出場       |
| 2020年（第16回） | 1回戦敗退 | 233          | よしもと幕張イオンモール劇場   | 10月1日  | セブネイトヘルツとして出場 |
| 2021年（第17回） | 1回戦敗退 | 3862         | シダックスカルチャーホールA    | 8月21日  | セブネイトヘルツとして出場 |
| 2022年（第18回） | 3回戦進出 | 2333         | よしもと漫才劇場               | 10月25日 | 千年ぶりとして出場         |
| 2023年（第19回） | 2回戦進出 | 1422         | 森ノ宮よしもと漫才劇場         | 10月17日 | 千年ぶりとして出場         |
| 2024年（第20回） | 2回戦進出 | 4106         | COOL JAPAN PARK OSAKA SSホール | 10月8日  | 千年ぶりとして出場         |

### キングオブコント
| 年     | 結果      | 会場                                | 日時   |
| ------ | --------- | ----------------------------------- | ------ |
| 2022年 | 1回戦敗退 | 朝日生命ホール                      | 7月1日 |
| 2023年 | 1回戦敗退 | 大阪市立阿倍野区民センター 小ホール | 7月4日 |

### UNDER 5 AWARD
| 年     | 結果      | 会場                     | 日時    |
| ------ | --------- | ------------------------ | ------- |
| 2024年 | 3回戦進出 | 大宮ラクーンよしもと劇場 | 5月17日 |

## 出演

### テレビ
- おかわりコント学園第2弾（ytv、2022年8月5日）
- 深夜のハチミツ（フジテレビ系列）- 2023年4月以降、不定期出演
- ネタパレ（フジテレビ系列、2023年5月19日）
- 深夜のハチミツ!! Bee the top（フジテレビ系列）- 2024年6・7月